# Österåkerspartiet
Österåkerspartiet (ÖP) var ett lokalt politiskt parti i Österåkers kommun.

## Historik
Österåkerspartiet hade sin bakgrund i lokalavdelningen till Ny demokrati, som i sig hade en bakgrund i Planskilda korsningspartiet,[källa behövs]. Ny demokrati behöll sin representation i Österåkers kommunfullmäktige när partiet förlorade sin representation i riksdagen 1994. Inför nästa val 1998 hade lokalavdelningen omformat sig till ett lokalt parti med namnet Österåkerspartiet. Partiet beskrev sig som borgerligt.
I valet 2006 erhöll partiet 798 röster, vilket motsvarade 3,51 procent. Därmed vann man representation i Österåkers kommunfullmäktige med två mandat. Tillsammans med Moderaterna, Folkpartiet liberalerna, Centerpartiet och Kristdemokraterna ingick Österåkerspartiet i den styrande majoriteten. I valen 2010 och 2014 erhöll Österåkerspartiet tillräckligt många procent av rösterna för att behålla sina 2 mandat. I valet 2018 fick partiet 1,56 % och hamnade under tvåprocentsspärren. Partiet lades därefter ned.

## Valresultat
| År   | Röster | %    | Mandat  |
| ---- | ------ | ---- | ------- |
| 1998 | –      | 3,7  | 2 av 51 |
| 2002 | 686    | 3,29 | 2 av 51 |
| 2006 | 798    | 3,51 | 2 av 51 |
| 2010 | 733    | 2,98 | 2 av 51 |
| 2014 | 705    | 2,71 | 2 av 51 |
| 2018 | 440    | 1,56 | 0 av 51 |